# Egil Monn-Iversen
Egil Ragnar Monn-Iversen, ursprungligen Monn, född 14 april 1928 i Oslo, död 7 juli 2017 i Oslo,  var en norsk kompositör och filmproducent.
Monn-Iversen räknas till de mest betydelsefulla moderna norska kompositörerna. Han arbetade med opera, teater, film och TV, men han räknade sig själv som musiker. Han har komponerat musiken till över 100 norska filmer och TV-produktioner. Under en period drev han filmproduktionsbolaget EMI Produksjon AS, som producerade filmer som Den siste Fleksnes. Monn-Iversen och hans produktionsbolag var ansvarig för de flesta musikalerna på Chinateatern i Stockholm på 1980- och 1990-talen.
Han var gift med sångerskan och skådespelaren Sølvi Wang fram till hennes död och är far till producenterna Bitte Monn-Iversen och Stein Monn-Iversen.

## Filmmusik i urval
- 1952 – Vi vil skilles
- 1953 – Brudebuketten
- 1954 – Troll i ord
- 1954 – Kasserer Jensen
- 1954 – Portrettet
- 1955 – Arthurs forbrytelse
- 1956 – Kvinnens plass
- 1956 – Operation A K Y
- 1957 – Peter van Heeren
- 1959 – 5 loddrett
- 1961 – Strandhugg
- 1961 – Oss atomforskere imellom
- 1961 – Et øye på hver finger
- 1962 – Tonny
- 1962 – Stackars stora starka karlar (även producent)
- 1962 – Stompa & Co
- 1963 – Vildanden (även producent)
- 1966 – Skrift i sne
- 1972 – Ture Sventon, privatdetektiv
- 1974 – Den siste Fleksnes
- 1981 – Fem dagar i december (TV-serie)
- 1984 – Lykkeland (TV-serie)
- 1985 – Röd snö (TV-serie)
- 1989 – Mardrömmen (TV-serie)
- 1994 – Fredrikssons fabrik
- 2001 – Skärvor och speglar